# Ilex aculeolata
Ilex aculeolata — вид квіткових рослин з родини падубових.

## Морфологічна характеристика
Це листопадний кущ 1–3(4) метри заввишки. Гілочки стрункі, запушені в основі, потовщені, сочевиці численні та помітні. Прилистки стійкі, дрібні. Листкова ніжка 5–11 мм, адаксіально (верх) запушена. Листова пластина знизу зеленувата, зверху зелена, зворотнояйцеподібна, 2–5(6) × 1–3(3.5) см, обидва поверхні рідко запушені чи майже голі за винятком жилок, край зубчасто-пилчастий, верхівка гостра чи дуже коротко загострена, рідко тупа. Плоди чорні, кулясті, ≈ 7 мм у діаметрі. Квітне у квітні й травні; плодить у червні й жовтні.

## Поширення
Ареал: пд.-цн. і пд.-сх. Китай. Населяє рідкі ліси, чагарники в долинах та уздовж узбіччі; на висоті від 100 до 1200 метрів.

## Використання
Кора кореня використовується при лікуванні застуди, кашель, опіків та зубного болю.